# Winston Garland
Winston Kinnard Garland (Gary, Indiana, 19 de diciembre de 1964) es un exjugador de baloncesto estadounidense que disputó siete temporadas en la NBA y una más en la liga italiana. Con 1,88 metros de altura, lo hacía en la posición de base. Es el padre del también jugador profesional Darius Garland.

## Trayectoria deportiva

### Universidad
Tras jugar dos años en el pequeño Community College de Southeastern, jugó durante dos temporadas con los Bears de la Universidad de Missouri State, en las que promedió 18,9 puntos, 4,4 asistencias y 3,0 rebotes por partido. En sus dos temporadas con los Bears llevó en una ocasión al equipo al National Invitation Tournament y en la otra al Torneo de la NCAA. Su porcentaje desde la línea de 3 puntos, un 50,4%, continúan siendo un récord de su universidad, además de ser el quinto mejor de la historia en robos de balón.

### Profesional
Fue elegido en la cuadragésima posición del Draft de la NBA de 1987 por Milwaukee Bucks, pero fue cortado antes del comienzo de la temporada, fichando días después por Golden State Warriors. En su primera temporada fue uno de los rookies más destacados de la competición, promediando 12,4 puntos y 6,4 asistencias por partido, en un equipo a la deriva que solo consiguió 20 victorias en la temporada, y en el que 9 de sus jugadores sumaron más de 10 puntos por encuentro. Acabó, ademaás, en la novena posición entre los mejores lanzadores de tiros libres de la liga, con un 87,9% de efectividad.
Al año siguiente el equipo mejoró ostensiblemente con la incorporación en el banquillo de Don Nelson y la adquisición del rookie Mitch Richmond. Garland fue titular en todos los partidos que disputó, acabando el año con los mejores números de su carrera, 14,5 puntos y 6,4 asistencias.
Pero en la temporada 1989-90 todo cambió. Garland se vio relegado al banquillo en favor de Tim Hardaway, elegido ese año en el draft. Sus promedios bajaron hasta los 5,3 puntos y 3,1 asistencias, siendo traspasado en el mes de febrero a Los Angeles Clippers a cambio de dos futuras rondas del draft. En el equipo angelino estuvo dos temporadas en las cuales, a pesar de actuar como suplente de Gary Grant, acabó promediando 8,2 puntos y 4,6 asistencias.
Antes del comienzo de la temporada 1991-92 fue traspasado a Denver Nuggets a cambio de una segunda ronda del draft, y allí recuperó la posición en el quinteto inicial de la mano de su entrenador Paul Westhead. Sus promedios subieron hasta los 10,8 puntos y 5,3 asistencias, pero no fue suficiente para renovar su contrato con el equipo de Colorado.
En 1992 fichó como agente libre por los Houston Rockets, con la misión de dar minutos de descanso al base titular, Kenny Smith. Tras esa temporada, se marchó a jugar al Benetton Treviso de la Serie A italiana, donde en su única temporada promeció 15,5 puntos y 3,1 asistencias, siendo uno de los artífices en la consecución del Torneo de Copa.
Regresó al año siguiente a la NBA, fichando por una temporada con los Minnesota Timberwolves, donde con su veteranía actuó de mentor de los jóvenes bases del equipo, jugando muchos partidos como titular, pero resintiéndose en sus promedios, que bajaron hasta los 6,1 puntos y 4,4 asistencias, en la que iba a ser su última temporada como profesional.

## Estadísticas de su carrera en la NBA

### Temporada regular
| Temporada | Edad | Equipo                 | Liga | P   | TIT | MIN  | TC  | TCA  | %TC  | 3P  | 3PA | %3P  | TL  | TLA | %TL  | R.OF. | R.DEF. | REB | ASIS | ROB | TAP | PER | FP  | PTS  |
| 1987-88   | 23   | Golden State Warriors  | NBA  | 67  | 62  | 31.7 | 5.1 | 11.6 | .439 | 0.2 | 0.6 | .333 | 2.1 | 2.3 | .879 | 1.0   | 2.4    | 3.4 | 6.4  | 1.7 | 0.1 | 2.5 | 2.8 | 12.4 |
| 1988-89   | 24   | Golden State Warriors  | NBA  | 79  | 79  | 33.7 | 5.9 | 13.6 | .434 | 0.1 | 0.5 | .233 | 2.6 | 3.2 | .809 | 1.3   | 2.9    | 4.2 | 6.4  | 2.2 | 0.2 | 2.4 | 2.7 | 14.5 |
| 1989-90   | 25   | TOTAL                  | NBA  | 79  | 19  | 22.3 | 2.9 | 7.3  | .401 | 0.2 | 0.5 | .333 | 1.3 | 1.5 | .836 | 0.6   | 2.1    | 2.7 | 3.8  | 1.0 | 0.1 | 2.0 | 1.9 | 7.3  |
| 1989-90   | 25   | Golden State Warriors  | NBA  | 51  | 4   | 17.5 | 2.1 | 5.6  | .375 | 0.0 | 0.2 | .100 | 1.0 | 1.2 | .841 | 0.6   | 1.6    | 2.2 | 3.1  | 0.9 | 0.1 | 1.6 | 1.5 | 5.3  |
| 1989-90   | 25   | Los Angeles Clippers   | NBA  | 28  | 15  | 31.1 | 4.4 | 10.2 | .428 | 0.4 | 0.9 | .423 | 1.8 | 2.1 | .831 | 0.7   | 3.0    | 3.7 | 5.2  | 1.1 | 0.2 | 2.8 | 2.7 | 10.9 |
| 1990-91   | 26   | Los Angeles Clippers   | NBA  | 69  | 26  | 24.7 | 3.2 | 7.5  | .426 | 0.1 | 0.4 | .154 | 1.7 | 2.3 | .752 | 0.7   | 2.2    | 2.9 | 4.6  | 1.4 | 0.1 | 1.7 | 2.7 | 8.2  |
| 1991-92   | 27   | Denver Nuggets         | NBA  | 78  | 67  | 28.3 | 4.3 | 9.6  | .444 | 0.1 | 0.4 | .321 | 2.2 | 2.6 | .859 | 0.9   | 1.6    | 2.4 | 5.3  | 1.3 | 0.3 | 2.2 | 2.6 | 10.8 |
| 1992-93   | 28   | Houston Rockets        | NBA  | 66  | 4   | 15.2 | 2.3 | 5.2  | .443 | 0.1 | 0.2 | .462 | 1.2 | 1.3 | .910 | 0.5   | 1.2    | 1.6 | 2.1  | 0.6 | 0.1 | 1.0 | 1.8 | 5.9  |
| 1994-95   | 30   | Minnesota Timberwolves | NBA  | 73  | 58  | 26.5 | 2.3 | 5.6  | .415 | 0.3 | 1.0 | .253 | 1.2 | 1.5 | .795 | 0.7   | 1.6    | 2.3 | 4.4  | 1.0 | 0.2 | 1.4 | 2.5 | 6.1  |
| Total     |      |                        | NBA  | 511 | 315 | 26.2 | 3.7 | 8.7  | .430 | 0.1 | 0.5 | .281 | 1.8 | 2.1 | .830 | 0.8   | 2.0    | 2.8 | 4.7  | 1.3 | 0.2 | 1.9 | 2.4 | 9.4  |

### Playoffs
| Temporada | Edad | Equipo                | Liga | P  | MIN | TCA | TC  | 3PA | 3P | TLA | TL | R.OF. | REB | ASIS | ROB | TAP | PER | FP | PTS | %TC  | %3P  | %FT   | MIN  | PTS  | REB | AST |
| 1988-89   | 24   | Golden State Warriors | NBA  | 8  | 270 | 41  | 98  | 1   | 3  | 24  | 28 | 14    | 33  | 29   | 13  | 2   | 15  | 31 | 107 | .418 | .333 | .857  | 33.8 | 13.4 | 4.1 | 3.6 |
| 1992-93   | 28   | Houston Rockets       | NBA  | 12 | 246 | 30  | 74  | 0   | 1  | 17  | 17 | 6     | 33  | 31   | 16  | 0   | 22  | 27 | 77  | .405 | .000 | 1.000 | 20.5 | 6.4  | 2.8 | 2.6 |
| Total     |      |                       | NBA  | 20 | 516 | 71  | 172 | 1   | 4  | 41  | 45 | 20    | 66  | 60   | 29  | 2   | 37  | 58 | 184 | .413 | .250 | .911  | 25.8 | 9.2  | 3.3 | 3.0 |

## Vida personal
Es padre de seis hijos, Kacie, su única hija, y otros cinco varones: Desmond, Cody, Miguel, Hilton y Darius. El pequeño, Darius, jugó al baloncesto universitario en Vanderbilt antes de llegar a la NBA.